# Индепенденс (Калифорнија)
Индепенденс (енгл. Independence) насељено је место без административног статуса у америчкој савезној држави Калифорнија.

## Демографија
По попису из 2010. године број становника је 669, што је 95 (16,6%) становника више него 2000. године.
| Група             | 2000.       | 2010.       |
| Белци             | 492 (85,7%) | 448 (67,0%) |
| Афроамериканци    | 0 (0,0%)    | 6 (0,9%)    |
| Азијати           | 4 (0,7%)    | 8 (1,2%)    |
| Хиспаноамериканци | 41 (7,1%)   | 93 (13,9%)  |
| Укупно            | 574         | 669         |